# ウーンスドレヒト
ウーンスドレヒト（オランダ語: Woensdrecht [ˈʋuːnsˌdrɛxt] ( 音声ファイル)）は、オランダの都市。人口21511人（2007年）。北ブラバント州に属する。オランダ南部に位置し、南をベルギーに接する。ウーンスドレヒトはオランダ空軍のウーンスドレヒト空軍基地があることで知られている。